# Ile waży koń trojański?
Ile waży koń trojański? – polska komedia romantyczna w reżyserii Juliusza Machulskiego z 2008 roku.
Prapremiera odbyła się 15 grudnia 2008 w warszawskim Multikinie w Złotych Tarasach. Wówczas reżyser filmu Juliusz Machulski ogłosił, że dedykuje swój najnowszy obraz zmarłemu ojcu Janowi Machulskiemu.

## Fabuła
Główną bohaterką jest psycholog Zosia Albrecht-Radecka (Ilona Ostrowska), która po nieudanym małżeństwie z Darkiem Albrechtem (Robert Więckiewicz) wyszła drugi raz za mąż za Kubę Radeckiego (Maciej Marczewski). Zosia ma córkę z pierwszego małżeństwa, 12-letnią Florentynę (Sylwia Dziorek). We trójkę tworzą szczęśliwą, kochającą się rodzinę.
Akcja filmu rozpoczyna się w 40. urodziny Zosi, w sylwestra 1999 roku. Zosia ma pretensje do losu, że nie poznała Jakuba, zanim zaszła w ciążę z Darkiem. Nad grobem swojej ukochanej babci pochopnie wypowiada życzenie: chciałaby się cofnąć w czasie, by inaczej ułożyć swoje życie. Życzenie się spełnia. Zosia budzi się w swoje imieniny 15 maja 1987 roku. Jest o prawie 13 lat młodsza, Florki nie ma jeszcze na świecie, babcia Zosi jeszcze żyje, a Polska to ciągle PRL. Jest przerażona widząc w swoim łóżku Darka, z którym przecież się rozwiodła. Myśli, że to tylko zły sen, kiedy jednak do niej dociera, że przeniosła się w czasie, postanawia działać. Znając przyszłość, zmienia bieg wypadków. Chroni swoją ukochaną babcię przed śmiertelnym wypadkiem, a swoją przyjaciółkę przed nieudanym związkiem. Przede wszystkim jednak nie chce kontynuować małżeństwa z Darkiem i pragnie jak najszybciej związać się z Kubą. Jakub jest jeszcze żonaty z rozkapryszoną Lidką. Kiedy po wielu perypetiach powraca do współczesności, dowiaduje się, że jest w ciąży z Kubą, a jej ukochana babcia żyje.

## Obsada
- Ilona Ostrowska jako Zosia Albrecht-Radecka
- Maciej Marczewski jako Kuba Radecki, drugi mąż Zosi
- Robert Więckiewicz jako Darek, pierwszy mąż Zosi
- Danuta Szaflarska jako babcia Zosi (Stanisława Zwierzyńska)
- Sylwia Dziorek(inne języki) jako Florka, córka Zosi i Darka
- Katarzyna Kwiatkowska jako Marta
- Maja Ostaszewska jako Lidka, pierwsza żona Kuby
- Jan Monczka jako recepcjonista w hotelu (w roku 1987)
- Zdzisław Rychter jako cinkciarz pod hotelem „Europejskim”
- Krzysztof Kiersznowski jako ślusarz (w roku 1987)
- Michał Zieliński jako Jurek
- Tomasz Schimscheiner jako młody Donald Tusk, epizod w pociągu (w roku 1987)
- Magdalena Waligórska jako Żaneta, kochanka Darka
- Weronika Książkiewicz jako sąsiadka Zosi i Darka
- Małgorzata Buczkowska jako koleżanka Zosi
- Paulina Holtz jako ciężarna aptekarka
- Agnieszka Wosińska jako adwokat
- Aleksander Trąbczyński jako motocyklista, mąż kierowniczki DPT w Sopocie
- Jacek Borcuch jako reżyser „Wizy na 48 godzin”
- Jarosław Sokół jako redaktor Skucha
- Artur Janusiak jako lekarz
- Przemysław Bluszcz jako wojskowy w Warsie

i inni

## Box office
W pierwszy weekend wyświetlania do kin na film poszło 154 751 osób. Wynik ten lokuje film na 9. miejscu na liście najlepszych otwarć w 2008 roku oraz na 3. miejscu wśród filmów polskich tego roku. W pierwszy weekend Ile waży koń trojański? prezentowany był w kinach na 117 kopiach, co daje średnią 1323 widzów na kopię filmu.

## Informacje dodatkowe
- Okres zdjęciowy: 8 maja–24 czerwca 2008
- Plenery filmu: Warszawa i Sopot.
- W filmie wykorzystano piosenkę Krystyny Stańko. Wielokrotnie pojawia się początek przeboju zespołu Perfect Nie mogę Ci wiele dać, śpiewany przez Darka.
- W pewnym momencie filmu bohaterka trafia na konferencję prasową dotyczącą filmu Wiza na 48 godzin tego samego reżysera.